# TopoGrafix
TopoGrafix ist ein US-amerikanisches Unternehmen, das Software für GPS-Empfänger entwickelt. Es wurde 1998 gegründet und hat seinen Sitz in Stow, Massachusetts. Hauptprodukt ist die Software ExpertGPS, mit der Kartenmaterial und Wegpunkte für Geräte von Garmin, Magellan, Brunton, Lowrance und anderen Herstellern bereitgestellt werden können.
Das Unternehmen hat das offene Austauschformat GPX basierend auf den allgemeinen XML-Standard entwickelt.